# Аэропорт (Оренбургская область)
Аэропо́рт — посёлок в Оренбургском районе Оренбургской области. Входит в состав Нежинского сельсовета.

## География
Посёлок находится у восточной границы города Оренбург, административного центра района и области.

### Часовой пояс
Посёлок Аэропорт, как и вся Оренбургская область, находится в часовой зоне МСК+2. Смещение применяемого времени относительно UTC составляет +5:00.

## Население
| 2010 |
| ---- |
| 399  |

## Улицы
| - ул. Дачная, - ул. Лесная, - ул. Молодёжная, | - ул. Полевая, - ул. Тополиная, - ул. Центральная. |